# Darwinia speciosa
Darwinia speciosa är en myrtenväxtart som först beskrevs av Carl Daniel Friedrich Meisner, och fick sitt nu gällande namn av George Bentham. Darwinia speciosa ingår i släktet Darwinia och familjen myrtenväxter. Inga underarter finns listade i Catalogue of Life.